# Lista de presidentes da Câmara Municipal de Évora
Presidentes da Câmara Municipal de Évora desde o século XIX: 